# 日本のワイン

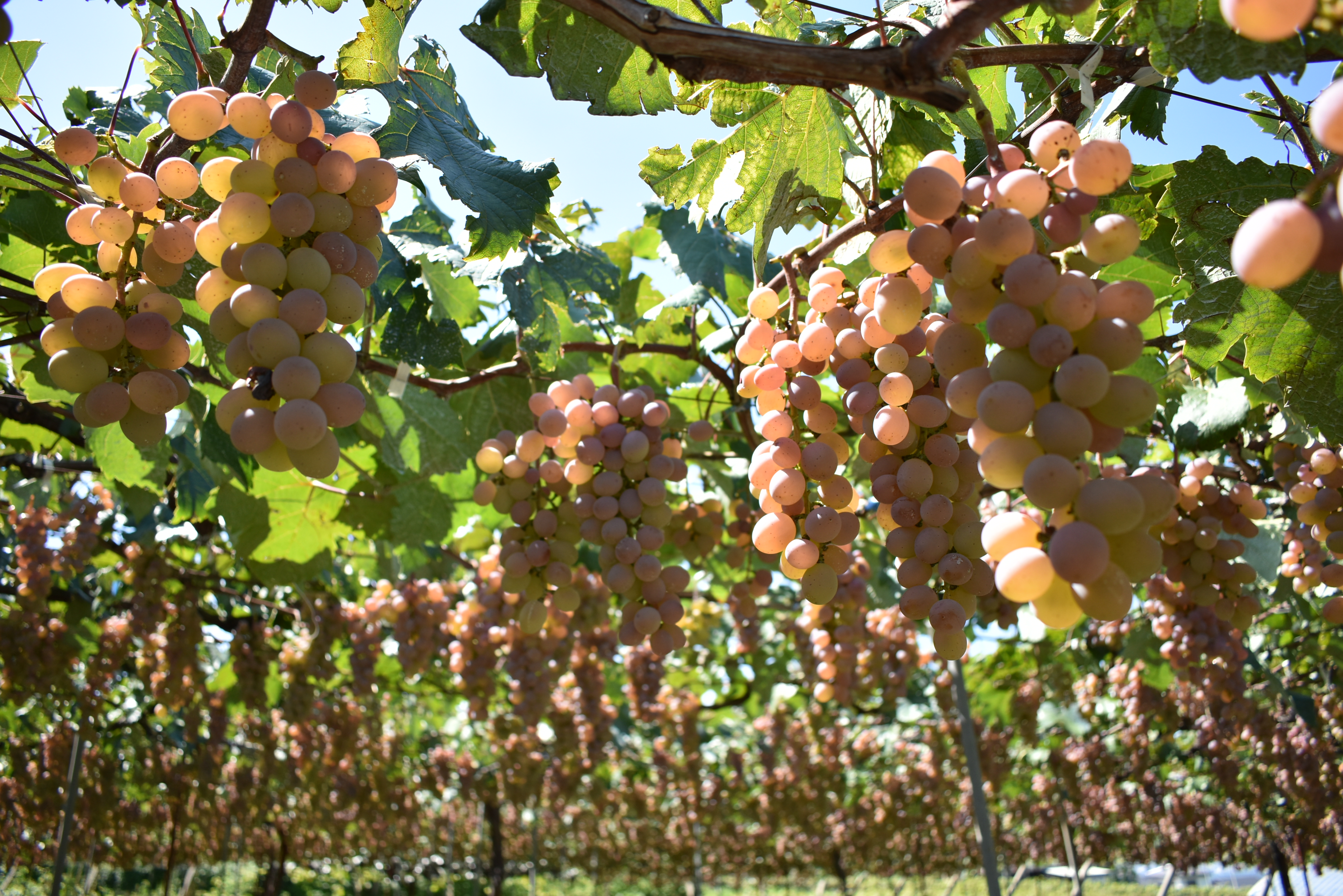
甲州ぶどう

日本のワイン（にっぽんのワイン）では、日本で生産されるワインについて述べる。

## 概要
日本国内で生産されるワインには、大別して国内製造ワインと日本ワインの2種類が存在する。このうち、日本ワインは国産のブドウだけを用い、日本国内で製造したものと酒税法により定義されている。国内製造ワインにはそのような規定がなく、通常は輸入された濃縮果汁や原料ワインを用いて作られるほか、ブドウ以外を用いたフルーツワインも含まれる。この規定は2018年10月30日から適用された。さらに、地名をラベル表記するためには、その地域で栽培されたブドウを85%以上使う必要があることも定められた。
一般的に、ワイン用ブドウの栽培に適しているとされる地域に比べ、日本の気候は降水量が多い、日照時間が少ない、朝晩の気温差が小さい、といった特徴があり、ブドウ栽培には不利な環境であるが、栽培技術の向上や日本に適した品種改良を通して高品質なワインが造られるようになった。細長い地形であるため南北で大きく気候が変わるが、北海道から宮崎まで8割の都道府県においてワイン造りが行われており、土地ごとの多様性を反映したワインが産出されている。
赤ワインと白ワインはほぼ同量造られている。日本ワイン生産に用いられたブドウ品種としては、甲州、マスカット・ベーリーA、ナイアガラ、デラウェア、コンコード、キャンベル・アーリーの順に多く、これらの6品種で65%を占めている。甲州、マスカット・ベーリーAは日本の固有品種である。また、ナイアガラのように通常は生食用に用いられるアメリカ系品種（ヴィティス・ラブルスカ）もワイン造りに使用されている。ヤマブドウは日本国内に存在する自生種であるが、このヤマブドウにを品種改良しワイン生産に活用することがなされている。
国税庁の平成26年度（2014年度）の調査では、平成25年のワインの製成数量は 95,098 キロリットルであり、前年と比較して7.7%増加した。このうち、大手5社（サッポロワイン、サントネージュワイン、サントリーワインインターナショナル、マンズワイン、メルシャンと資本関係のある販売会社：アサヒビール、サッポロビール）の市場シェアは78.7%だった。
日本生産ワインの原料は、72.0%が輸入原料（果汁、ワイン）、28.0%日本産原料で、内訳は25.9%が日本産の生ぶどう、1.7%がその他となっている。販売総量の構成は、19.4%が日本産ぶどうを全量使った日本ワイン、80.6%が日本ワイン以外の輸入原料を使用し、日本で醸造した国内製造ワインだった。
ワイン原料になる、ブドウ産地別の生産量では、山梨県（6,973トン）、長野県（5,656トン）、北海道（3,124トン）、山形県（2,688トン）、岩手県（706トン）、新潟県（399トン）の順になっており、この6道県で全体の88.3%を生産している。生産された生ブドウは北海道で90.7%、長野県で89.1%、山梨県でも85.9%が、同じ道県内で加工されているのに対して、山形県では56.8%しか県内で加工されておらず、残りの4割のブドウは、他地域に出荷されていた。
国税庁による、平成28年度の都道府県別の酒税課税統計では、ワインの生製量は多い順に、神奈川県（生産量は秘匿）、栃木県（24,556キロリットル）、山梨県（13,858キロリットル）、岡山県（4,669キロリットル）、長野県（4,467キロリットル）、北海道（2,819キロリットル）の順になっており、上位の県には、それぞれ大手のワイナリーが立地している。
近年では地元産の果実を使用したフルーツワインを専門とするワイナリーも登場している。
日本ワインのボトルは720mlのものが主流であった。これは量産されていた4合瓶を使用していたためである。近年では、海外の産地で主に使われる瓶と同じ750mlのものも多く見られる。

## 原産地表示
世界の主要ワイン生産国においては品質管理や表示基準や原産地生産などを定めたワイン法を有するのが一般的ではあるが、日本では長年にわたって甘味果実酒がワインという名で流通していた。その後の世界貿易自由化の流れで輸入果汁や輸入バルクワインを原料にしてきた経緯もあって、一律の厳密な法制度は整っておらず、酒税法上は原料産地や葡萄品種に関係なく日本国内で醸造・最終製品化を行う事で「国産（すなわち日本産）」を表示することが可能となってきた。
日本で生産されているワインのうち、約80%は世界から輸入した濃縮ぶどう果汁を日本国内の工場で加工して「国産ワイン」とのラベルで出荷されている（国税庁『果実酒製造業の概況』（平成24年度））。日本のメーカーが発売する低価格帯ワインは、輸入した濃縮果汁を日本で醸造したものである（ものによってはそれにバルク輸入した輸入ワインが混ぜられている事もある）。スーパーマーケットやコンビニエンスストアで販売されている「国産ワイン」の殆どは、このような工業製造によるワインであるが、世界基準では生ぶどうを原料とする醸造酒だけが「ワイン」となっており、日本で販売されている濃縮果汁の「国産ワイン」は、ワインとして認められていない。
このように、ワインについての統一的な法整備や規制が無いため、国際的に日本は「ワイン後進国」として見なされており、酒税法の中で上述のような工業製造が認められているため、輸入果汁の加工品にすぎない「日本産ワイン」が国内市場で広く流通している。一方で、従来、ブドウの生産地でもワイン製造は出荷できない、生食用ぶどうの処分方法という位置付けが長く、良質なぶどうを使用したワイン製造に結びついてこなかった。このため、消費者の間では国産ワインについて、「安かろう悪かろう」というイメージが根強く、日本のワイン産業の成長を長年阻害していた。
日本のワイン産業の発展、ぶどう農業の活性化、税収の増加などの観点から、2010年代に入り、日本で栽培されたぶどう100%を使ったワインを「日本ワイン」と表示する流れも広まった。2014年春、自民党主体で「ワイン法制に関する勉強会」が発足。国内法の制定に向けた準備を始めた。これに引き続き、酒税法や政令、省令の改定により、日本国政府による原産地表示にかかる法的ルール整備がされた。2018年から施行される日本ワインの呼称厳密化のルールでは、日本で生産された生ぶどう100%使用したワインのみが「日本ワイン」の名称を使用でき、原産地域の表示を行う場合には、その地域のぶどうを85%以上使用することが必要になる。
既に一部の地方公共団体で、独自の原産地呼称管理制度が始まっており、長野県の長野県原産地呼称管理制度や、山梨県甲州市のワイン原産地認証条例などがある。
原産地名称保護制度として、欧州連合では「保護原産地呼称 (Protected Designation of Origin 略称:PDO)」、フランスでは「アペラシオン・ドリジーヌ・コントロレ（AOC 原産地統制呼称）」、アメリカ合衆国では「アメリカ葡萄栽培地域（American Viticultural Areas 略称A.V.A.）」が、法律制度として定められている。
「テロワール」という表現で、ワインと原料となるぶどうの環境などの地域性が重視されたワインがある。こうした動きは、醸造用のぶどうの生産地域では、ブドウ生産からワイン製造までの過程を、生産地の環境と共に楽しむワインツーリズムの広がりなどが期待できるため、地域振興策として注目されている。その反面、これまでぶどう産地としてワインを地場産業にしていた北海道や北関東、関西などの地域の自治体やワイナリーでは、自産地のぶどうの他に、他産地のぶどうや輸入果汁、ワインを使用してきたために、一部銘柄のワインに地名を冠して売れなくなるため、戸惑いの声が上がっている。
また、原料表示の厳格化の結果、原料比率の多い順に記載しなければならなくなり、他産地のぶどうを原料の筆頭に書く必要が出たり、外国のワインを筆頭に書いたり事態になっている。その他、施行までに生ぶどうの生産を多くしようと、苗木の駆け込み需要が発生しており、各地の苗木業者で苗木不足が発生する事態になっている。

## 歴史

### 先史〜近世

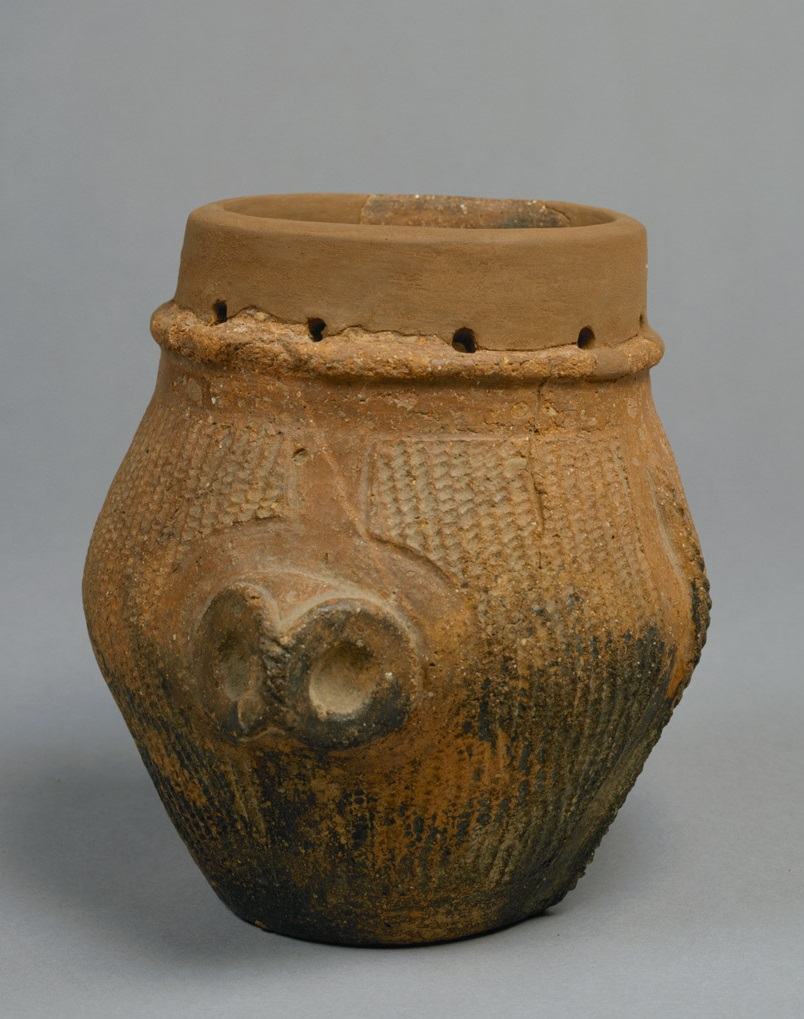
縄文時代中期の有孔鍔付土器（山梨県北杜市出土、東京国立博物館所蔵）。酒の醸造に使われたとも、皮を張って太鼓に用いられたとも考えられている

日本列島では、縄文時代中期には酒造具である可能性が考えられている有孔鍔付土器（口縁部に多数の孔のある土器）が存在する。有孔鍔付土器は、口に布や獣皮などを被せ、口縁の穴に紐を通して締めて密閉できることから「酒造具」であるとする説と、打楽器、つまり口に獣皮を張った「太鼓」であるとする説があるが、前者であれば、ブドウ果汁を発酵させた飲料（液果酒）が造られ、飲用に供されていたとも言われる。すなわち、日本最古の酒は葡萄酒だった可能性もある。
1483年（文明15年）に『後法興院記』において、関白近衛家の人がワインを飲んだと記述があり、おそらくこれが最古の記録である。貝原益軒も『大和本草』の中で、ワインを外国からの輸入酒として記載している。ワインはスペイン語の「赤い」を語源に「チント」という名前で輸入され、出島のオランダ商人たちが主な消費者であったが、一部は江戸市中にも出回り、喜多川歌麿の浮世絵にも描かれた。またワインの空瓶もお洒落な形と耐久性が評価され、長崎土産として珍重された。その一方で日本で「葡萄酒」を作ったという文献も見られるが、この葡萄酒はワインではなく、ブドウの果実を焼酎に漬込んだり、あるいはブドウ果汁を日本酒などとブレンドしたりした、果実酒・リキュールの類のものであった。
ワイン醸造については、江戸時代初期の寛永年間、豊前小倉藩主の細川忠利が家臣の上田太郎右衛門にワイン造りを命じた記述が発見されている。文献からは、1627年（寛永4年）から 1632年（寛永9年）にかけての6年間、毎年葡萄酒を仕込ませ、納品させていたことが判明している。また製造した葡萄酒は、葡萄をアルコールに漬けた果実酒（混成酒）やリキュールの類ではなく、ヤマブドウの一種であるガラミを、黒大豆の酵母を添加物としてアルコール発酵させた醸造酒、いわゆるワインであることが明らかになっている。しかし、当時ワインはキリスト教への入信を勧める際に用いられたこともあり、禁教令の強化にともない、忠利は小倉藩から肥後熊本藩への転封を機にワイン造りを終了させたとみられる。
江戸時代後期の文化14年（1817年）には日本で西洋の方法によって薬用葡萄酒が初めて作られた。『和蘭薬鏡』（1820年）に「葡萄酒は葡萄汁を取り醸し造るものなり（略）甲斐国市川大門村（山梨県市川三郷町）の医師・橋本伯寿（善也）と鰍沢（山梨県富士川町）の薬舗・白嶺屋勇蔵がオランダの造法に従って葡萄酒を醸造」との記述が見られる。

### 近代

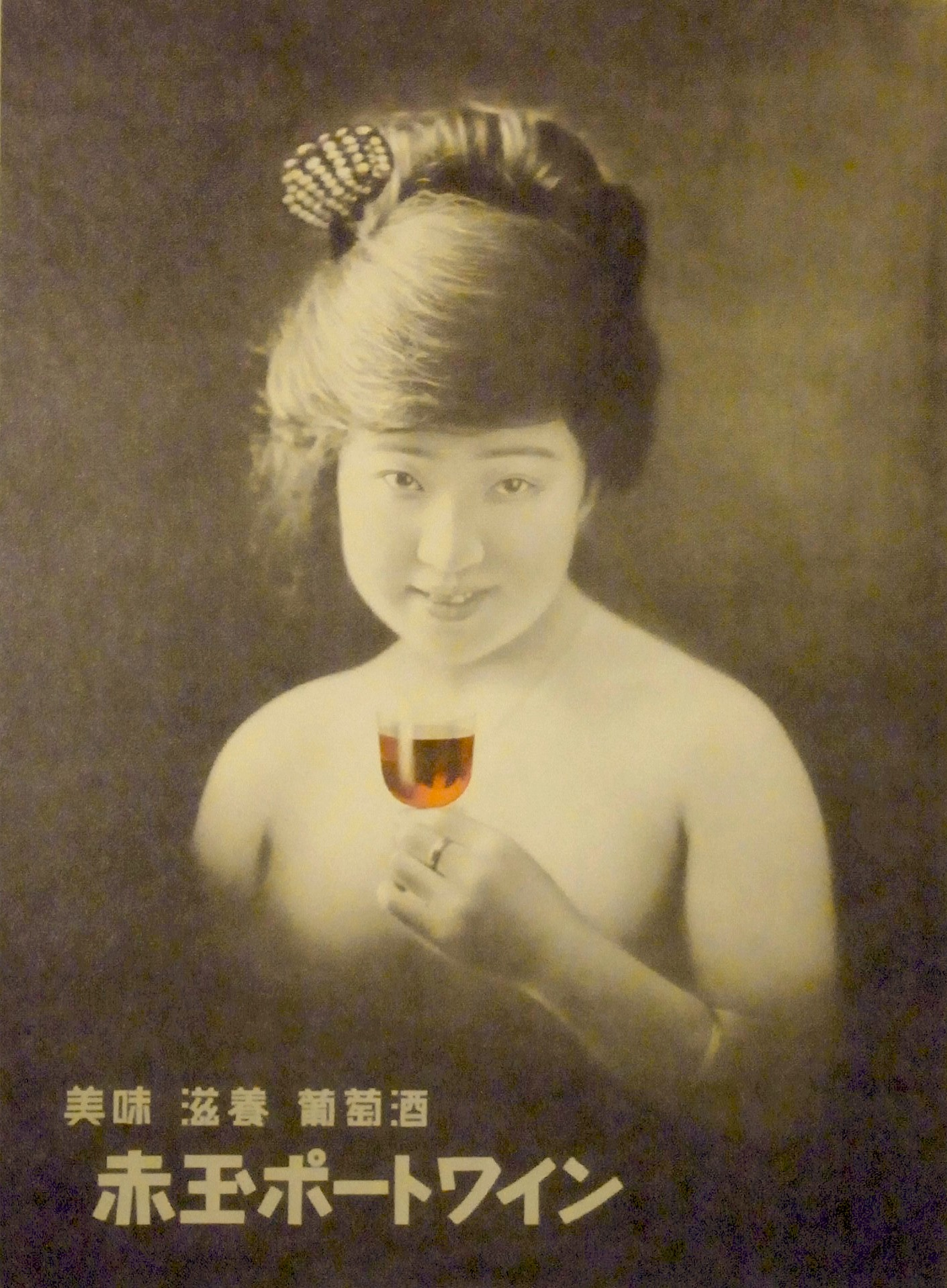
赤玉ポートワイン 1922年（大正11年）発表のポスター

日本で本格的にワイン生産が行われるようになったのは、文明開化を受けて西洋文化を積極的に摂取するようになった明治時代以降である。
最初は「生き血」と勘違いされるなどの偏見もあった。
中部地方の内陸に位置する山梨県（旧甲斐国）では、江戸時代後期より勝沼村（現在の甲州市勝沼）の一部地域において、商品作物としての甲州葡萄の栽培が行われていた。明治初年には山梨県令・藤村紫朗の主導した殖産興業政策によって葡萄酒の醸造が試みられ、これに先行して甲府在住の山田宥教と詫間憲久、二人の共同出資によってワインの醸造を行ったのが、近代的なワイン醸造における元祖とされている。山田は大翁院という仏教寺院（真言宗）の法印（住職）で、ワインづくりは1870年（明治3年）頃とされるが、1874年の『甲府新聞』記事に「多年葡萄酒醸造に心を用る」と記されていることから、幕末から試みていたとの推測もある。当初は日本酒用の麹を使っていたが、米国カリフォルニア州でワイン醸造を学んだ大藤松五郎が参画して、欧米流の醸造法を導入した。1877年（明治10年）には、藤村が主導して旧甲府城内に葡萄酒醸造所が設けられ、山田らのワインづくりを引き継いだ。
ぶどう農家が集中していた勝沼村でも1877年（明治10年）に「大日本山梨葡萄酒会社」が設立されるが、初期の会社にはワイン醸造のための技術が確立しておらず、当時最先端の醸造技術を習得するために同村出身の高野正誠と土屋助次郎（龍憲）がフランスに留学。帰国後、醸造量を150石として、海外製品より安かったことも歓迎され、その全てを売りつくした。高野と土屋はその功績を称えられ後年、2人の洋服姿の写真を図案化したマークが勝沼の街のシンボルとして各所に使われている。
また、日本のワイン史の黎明期において、新潟県の川上善兵衛や愛知県出身の神谷傳兵衛らの醸造家の努力や業績については特筆されるものがある（当該項目参照）。
当初はアメリカ系のブドウ種（主にデラウェアやアディロンダック）の栽培が中心であったが、その後は国策によって、味わいにおいてより優れたフランス系の品種に変更された。しかし、欧州系の樹種に寄生したフィロキセラ（Phylloxera：ブドウネアブラムシ・ブドウの項参照）による荒廃により壊滅に追い込まれ（1885年（明治18年））、日本でのワイン醸造の歴史は一旦は頓挫する。しかしながら当時、唯一アメリカ種に拠っていた山梨県はこの禍を免れ、今日の隆盛の礎となったとされる。
1888年には東京衛生試験所（東京府豊島郡神田和泉町にあり東京大学医学部附属病院が周辺にあった）の所長田原良純が肥後国（熊本県）のワインの成分を分析し、その結果が赤酒製造法とともに内務省から発表された。
明治時代の製造業者は、参入と撤退が激しく、1901年（明治34年）には36軒を数えた製造業者数が、1904年（明治37年）には4軒に激減。しかし1908年（明治41年）には100軒を超えるなどの増減を繰り返した。
昭和以前には、免許、税法などの整備はなく、ぶどうが穫れるところでは各家で各々の方法で醸造されており、その過程で黒ぶどうで作られたものは「赤酒」などと俗称されていた。1939年（昭和14年）3月に物品税が、1940年（昭和15年）3月29日に酒税法（果実酒に関する施行規則）が公布されるにつれ、無届出・無認可な自家醸造は「闇酒（密造酒）」になり廃れた。
以降、国産ワインの需要も少なく各地で細々と造られているだけであったが、第二次世界大戦中にワイン製造の際の副次品である酒石酸から生成されるロッシェル塩結晶が兵器（音波探知）の部品になるとして、国内でぶどう酒醸造が奨励され、大増産された経緯もある。ただ、これはあくまでも軍事兵站上の需要であり、飲用を主目的としたものではなかった。のち戦後の農業革新の過程で、戦前〜戦時の遺産（畑地や醸造技術など）を生かして、生産に適した地域ではある程度の規模を持ったワイン醸造が民生用として再開された。しかし、日本で生産されるワインには、輸入果汁やバルクワインの混入も多く、まだまだ発展途上と言われ、評価は低かった。
一方、日本人の嗜好としては、当初はワインの酸味や渋味が受け入れられず、長らく蜂蜜など糖分を加えて、これらを緩和させた甘口ワインが主流であった。当時の消費者が「ワイン」として認識していたものは、サントリーの「赤玉ポートワイン」や合同酒精の「ハチブドー酒」のような甘味果実酒である。加えて当初は薬用酒・滋養酒の側面が強かったが、大正中期から昭和初期に嗜好品へと変化していった。しかし、甘味果実酒を「ワイン」と認識する傾向は1970年代頃まで続き、本来のワインはむしろ「葡萄酒」と呼ばれ、趣味性も高く、一部の愛好家のみが嗜好するもので、ヨーロッパからの輸入品に頼っていた。

### 現代

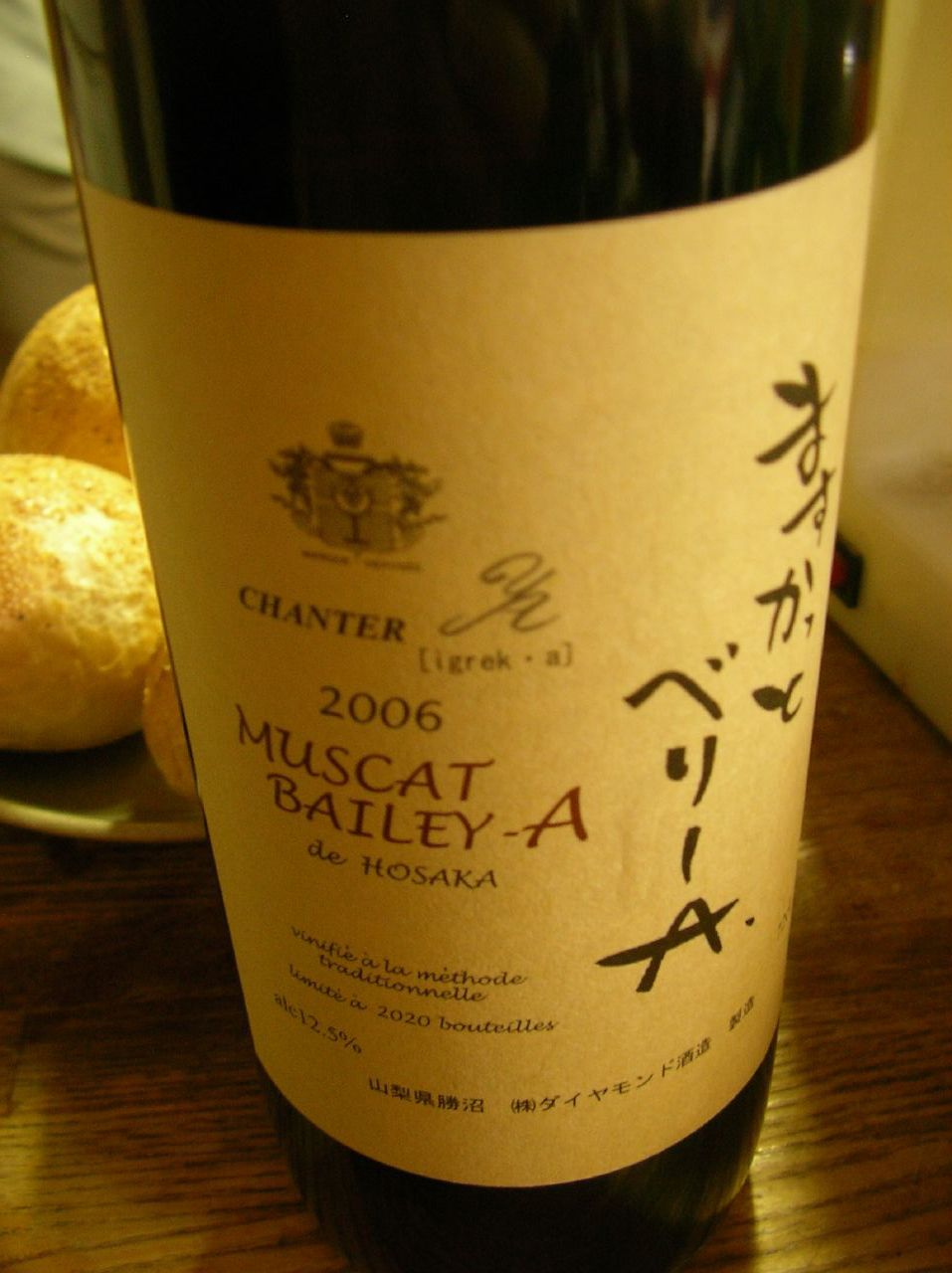
マスカット・ベーリーＡ種のワイン

その後、東京オリンピック（1964年（昭和39年））や大阪万博（1970年（昭和45年））などの国際交流や大手メーカーのPRを通じて、本格的なワインに対する一般の認知度も高まり、ブドウを果物として生食することとは別に、飲用として摂取することも広まってきた。これを受けてワイナリーと称する専業生産者も本腰を入れるようになり、欧州本場に倣った垣根式 (これまでの棚作りに比して日光に当たる効率が良い分、糖分やその他の有機成分の熟成度が高いといわれる) の栽培法を取り入れ、害虫に強いヨーロッパ系新種のワイン用に特化したブドウ栽培を展開し始めた。輸入ブドウを国内で加工したワインも多いが、一方でいくつかのワイナリーからは純国内栽培による優秀なワインも生産されて、海外の品評会での受賞もあり、国際的に評価され始めた。また、日本独特の消費者感覚から無添加・無農薬の有機ワインも生産された。
洋酒に関する輸入関税の減税や、日本の食文化の多様化、ポリフェノールの健康効果によるブームなども手伝って、1980年代後半のバブル景気を機に欧州産のワインが多く輸入されるようになって以降は、ようやく本格的なワインが理解されるようになり、日本での品質の高いワイン生産を促進させる下地となった。
2002年、構造改革特別区域として醸造免許の要件を緩和した「ワイン特区」が設けられた。特区内では年間の見込数量が2キロリットルに緩和される。収益との兼ね合いからあえて利用しないワイナリーも存在する。同年には、日本最大のワイン生産量を誇る山梨県が主導して「国産のぶどうを100パーセント使用して造った日本産ワイン」を対象とする国産ワインコンクール（2015年には日本ワインコンクールと改称）が行われるようになり、ヴィニョロン(Vigneron)と呼ばれる個人醸造家による出品から大手メーカーの力作まで、純日本産ワインの品質向上を競うようになっている。
2020年代には国際的な評価も向上し、輸出額も約3億5000万円（2021年）に達した。ブドウ栽培の技術も向上している。しかし地球温暖化により長野県などではブドウ栽培に影響が出ていることから、栽培方法の工夫や温暖な気候に適した品種への変更など模索が続いている。

## 主な生産地
地理的表示（GI）では、「ぶどう酒」の酒類区分で国税庁長官が指定した酒類のGIは、いずれも当該道府県を産地の範囲とする山梨・北海道・山形・長野・大阪の5つで、このうち山梨はEU・英国との間で、北海道はEUとの間でそれぞれ相互保護に合意しているGIとなっている。
生産量では、2022年における「日本ワイン」の都道府県別生産量は、山梨県（3,466kl）・長野県（3,049kl）・北海道（2,484kl）・山形県（492kl）・新潟県（479kl）・岩手県（397kl）・島根県（196kl）・大阪府（167kl）・宮崎県（137kl）・栃木県（132kl）が上位10道府県となっている。
- 北海道：「ドメーヌ・タカヒコ」[40]（余市町）、「山﨑ワイナリー」[40]（三笠市）、「KONDOヴィンヤード」（栗沢町）、「10Rワイナリー」（栗沢町）、「中澤ヴィンヤード」（栗沢町）、「農楽蔵」（函館市）、「平川ワイナリー」（余市町）、「千歳ワイナリー」（千歳市）、「北海道ワイン」（小樽市）、ふらのワイン  (富良野市) 、雪川醸造  (東川町) 、 とわ北斗ヴィンヤード  (鷹栖町) 、 Domaine Raison  (中富良野町) 、 多田農園  (上富良野町) 、 森臥 (名寄市)

北海道では、池田町において破綻状態の町の財政状況から回復すべく、町おこしとしてブドウ生産とワイン醸造が行われ、1960年代から20年の歳月をかけてこれに成功。その後、全国の「一村一品運動」などに影響を与え、各地での生産を育む要因となっている。一方で十勝ワインの主力であるトカップワインが原料に輸入ワインを使用して国産ワインを名乗っていたこともあり、2000年代から苦戦している。池田町を含む十勝地方は、冬季は雪が少ない上に気温が下がるため、栽培できるぶどうがヤマブドウやセイベルの耐寒性品種に限られている。このため、日本ワインの原産地厳密化表示義務の適用により、十勝ワインを名乗れなくなるワインもあり、対応を迫られている。
おたるワインを生産する北海道ワイン (株) は、現在醸造専用の国産ブドウの使用量で全国1位を誇る。また、空知地方は前述の北海道ワインの自社農園があり、これまでも北海道産ワインを影で支えてきたが、2000年代から南部の岩見沢市・三笠市・旧栗沢町などで新規参入が相次ぎ、表舞台へと姿を現すようになった。新規参入したワイナリー・ヴィンヤードはどれも小規模だが軒数では北海道内の約3割を占めており、自治体や酒造メーカー主導の大規模生産を行う池田・富良野・小樽とは対照的な産地といえる。もともと北海道ワイナリーの社長の親族だった新潟県のカーブドッチワイナリーの落希一郎がオチガビワイナリーを2012年に、栃木県のココ・ファーム・ワイナリーの取締役ブルース・ガットラブは2011年に移住して10Rワイナリーを、同じく農場責任者だった曽我貴彦は2010年に移住してドメーヌ・タカヒコを起こすなど新規参入が続いている。北海道は本州の産地（メルロー、シャルドネなどフランス系品種や在来の甲州が主）と比較して気温が低く、ケルナーやツヴァイゲルトレーベなどのドイツ、オーストリア系のワイン用ぶどうの栽培が多い特徴がある。ただし、最近では南部の余市町周辺を中心にシャルドネの栽培が増えてきている。
ふらのワインは、1972年創業の北海道でも老舗のワイナリーである。北海道内での知名度も高い。
2020年頃からは、地球温暖化の影響による気候の変化と寒冷地での栽培ノウハウが評価され、ブルゴーニュなど海外のワイナリーも進出している。
- 青森県：「下北ワイン」、「サンマモルワイナリー」(むつ市川内町)

サンマモルワイナリーは自社畑11ヘクタール。第四紀更新世に形成された高位段丘(標高60m)に位置し、恐山火山噴出物の軽石流で覆われ、赤色土化した粘土壌土で形成されている。減農薬に努めている。
- 岩手県：「エーデルワイン」（大迫町）、「くずまきワイン」（葛巻町）

- 秋田県：「十和田ワイン」（鹿角市）、「大森ワイン」（横手市）、「天鷺ワイン」（由利本荘市）

秋田県ではプラムやぶどう等の県内栽培の果実原料を用いてワインが作られている（十和田ワインと大森ワインは葡萄で、天鷺ワインはプラム）。十和田ワインと天鷺ワインは県内に醸造所を持ち、大森ワインはメルシャンに委託して製造、販売している。近年、鹿角市に新設された「このはなワイナリー」では、県内の山ぶどう系品種を原料にワインを製造、販売している。
- 宮城県：「秋保ワイナリー」（仙台市太白区秋保地区）、「了美 ワイナリー＆ヴィンヤード」（大和町）、「ファットリア・アル・フィオーレ」（川崎町）、「大崎ワイナリー」（大崎市）、「南三陸ワイナリー」（南三陸町）[34]

2010年頃から新規参入が相次ぎ、2021年時点でワイナリーが5カ所ある。当初はブドウの収量が少ないため山形県産を使うワイナリーも多かったが、多くが自社で栽培を開始し、2021年には県内産も使われるようになった。
秋保地区の気候がブドウ栽培に適しているとされるが、内陸の大和町と川崎町にもあり、三陸など海沿いでもブドウ栽培が開始されている。ブドウ栽培は水はけの良い土地が向いているが、農家が副業で行う大崎ワイナリーでは栽培技術を応用し、米に適した保水力の高い土地で栽培している。
山元町にある「山元いちごワイナリー」は特産のイチゴを使用したフルーツワインのみ醸造しており、ここを含めると6カ所である。
2021年時点で県内にワイン特区は無い。
- 山形県：「酒井ワイナリー」[40]（南陽市）、「タケダワイナリー」[40]（上山市）、「高畠ワイナリー」[40]（高畠町）、「朝日町ワイン」（朝日町）、「月山ワイン山ぶどう研究所」（鶴岡市）

ぶどうの栽培、ワインの醸造ともに始まったのは早く、江戸時代には甲州ぶどうの栽培が始まっており、1870年代には初代県令により奨励され、1892年には赤湯に東北地方初のワイナリーができた。一時は多くのワイナリーができ、ワインの一大産地であったが、その目的は酒石酸の生産だったため、飲用のワインとしては品質が悪かった。
このため、終戦後はワイナリーの廃業も続き、数軒まで減ったが現在は地域振興策もあり、また、特区の設置などで盛り返しつつある。現在もぶどうの栽培の産地であり、生食用デラウェアを中心に首都圏に出荷されている。醸造用ぶどうの生産も多いが県内に利用するワイナリーが少ないため、4割程度が県外に出荷されている。→ 山形ワイン参照
県内最大となる高畠ワイナリーは、本坊酒造山梨マルスワイナリーを経営する本坊グループが、山梨県外に新産地を求めて開設した醸造所である。なお、本坊グループはその後、熊本に熊本ワイナリーを開設している。上山市で登録したワイン特区は、酒造免許に必要な年間の最低醸造量を、規定の6キロリットルから2キロリットルに引き下げ、小規模なワイナリーの参入をしやすくしており、長野県東御市などでも導入している。また、上山市では「かみのやまワイン」のブランド化およびワイン文化の振興を図る目的などから、初夏に「山形ワインバル」を開催している。
タケダワイナリーの「蔵王スター」は1920年から続く定番商品だったが、地名表記の厳格化により2018年に名称を変更することとなった。
- 福島県: 「吾妻山麓醸造所」（福島市）、「ふくしま逢瀬ワイナリー」（郡山市）、「新鶴ワイナリー」（会津美里町）、「かわうちワイナリー」（川内村）

- 新潟県：「岩の原葡萄園」（上越市）、「アグリコア越後ワイナリー」（南魚沼市）、「カーブドッチ」（新潟市西蒲区）、「胎内高原ワイン」（胎内市）

上越地域におけるワイン醸造は「日本のワイン葡萄の父」とも称せられる川上善兵衛の偉業を引き継ぐ明治以来の国産ワインの伝統を誇るが、地域として盛んだったというよりも善兵衛の存在のみが大きかった。このため、個々のワイナリーが孤立して存在する状況になっている。善兵衛が設立した岩の原葡萄園は、その後、経営難となり、1934年に川上家・壽屋（現・サントリー）の共同出資・共同経営で法人化された。
一方、カーブドッチの近所には、カーブドッチのワイナリー経営塾の受講生が立ち上げたワイナリーが5軒集まっている。なお、カーブドッチワイナリーの経営者だった落希一郎は、2012年に北海道の余市に移住してオチガビワイナリーを起こしている。
- 群馬県: 「奥利根ワイナリー」（昭和村）

- 栃木県: 「ココ・ファーム・ワイナリー」（足利市）

ワインの生産量としては栃木市にあるサントリー梓の森工場が一番大きいが、輸入果汁や輸入ワインを原料とした国産ワインを生産している。ココ・ファーム・ワイナリーは自家製造のワインについては他産地の葡萄も含めて100%日本のブドウから日本ワインを生産している。ココ・ファームは知的障害者支援施設が母体になった珍しい形態のワイナリーで米国から招いた醸造コンサルタントのブルース・ガットラブが取締役を務めている。野生酵母を中心としたワイン造りに特徴がある。
- 茨城県：「牛久シャトー」

神谷傳兵衛が1898年に神谷葡萄園を開墾し、1901年に日本初の本格的ワイン醸造場「牛久醸造場」（現在の牛久シャトー）を建設。2007年に牛久シャトー（当時の名称はシャトーカミヤ）が重要文化財に指定された。現在はブドウ栽培を行っておらず、オエノングループの合同酒精の事業所として、輸入濃縮果汁、輸入ワイン、国内産ブドウを使用した国産ワインを製造している。近年、自社ブドウ畑を作る動きが伝えられている。
- 山梨県：「丸藤葡萄酒工業」[40]（甲州市）、「中央葡萄酒」[40]（甲州市）、「ダイヤモンド酒造」[40]（甲州市）、「勝沼醸造」[40]（甲州市）、「機山洋酒工業」[40]（甲州市）、「金井醸造場」（山梨市）、「Kisvinワイナリー」（甲州市）、「シャトー酒折ワイナリー」（甲府市）、「くらむぼんワイン」（甲州市）、「フジッコワイナリー」（甲州市）、「マルス山梨ワイナリー」（笛吹市）、「ルミエールワイナリー」（笛吹市）

太平洋戦争中、山梨県が酒石酸の集積地になった経緯もあり、甲府盆地内の果実栽培に適した土壌を受けて、現在では日本有数の生産地のひとつである。国産ワインのほぼ1/4を出荷する。→山梨ワイン参照
甲府盆地東部の勝沼を中心に県内各地にワインの醸造所が存在する。しかも、「シャトー・メルシャン」（甲州市）や「サントリー登美の丘ワイナリー」（甲斐市）、サッポロビールの「グランボレール勝沼ワイナリー」（甲州市）、「マンズワイン」（甲州市）のような大規模なものから、中小規模なワイナリーまで様々な規模のものがあり、非常にバリエーションに富んでいる。
東部の勝沼地域、西部の北杜市穂坂地域、北部の牧丘地域などの地域により個性の異なる葡萄が生産されており、また、隣接する長野県産のぶどうも使用して醸造されている。
栽培品種は固有種の甲州が特に多く、赤用の品種ではマスカットベリーAの生産が多い。しかし、甲州に偏った栽培は問題も多いが、古くからの栽培農家が容易に品種を変えようとしなかった。現在では山梨県内では新興地域である韮崎市や北杜市などで、メルロー、シャルドネなどの欧州品種も栽培されており、近年は伝統的な棚づくりの他に、垣根作りによる栽培も行われている。
甲府市にある山梨大学には、国立大学として唯一「ワイン醸造コース」がある。
- 埼玉県:「秩父ワイン」（小鹿野町）

「源作印ワイン」で知られる。
- 東京都:「東京ワイナリー」（練馬区）、「清澄白河フジマル醸造所」（江東区）、「ヴィンヤード多摩」（あきる野市）、「深川ワイナリー東京」（江東区）、「渋谷ワイナリー東京」（渋谷区）、「BookRoad」（江東区）

主に他産地のぶどうを使用して都内で醸造のみを行っている。ただし、東京都内でも、大泉、清瀬、練馬、国立などで、大規模ではないがぶどうの栽培を行われている。東京ワイナリーではこうした都内産のぶどうの高尾、ナイアガラ、ヤマブドウといった品種を使って醸造も行っている。清澄白河フジマル醸造所は大阪の島之内フジマル醸造所を展開するパピーユが運営するネゴシアン型ワイナリーである。ヴィンヤード多摩は、遊休農地の有効活用による、農業法人の受け入れや支援の斡旋を受け、山梨県、長野県、栃木県産のブドウや、自社ぶどう畑でブドウを育てワイン醸造に取り組んでいる。深川ワイナリー東京は、ワイナリーコンサル経営会社がレストラン併設の都市型ワイナリーを開設し、新たな試みとしてビル屋上でのぶどう栽培や醸造を試みている。また、海の底で半年間赤ワインを熟成させる共同研究が行われている。深川ワイナリー東京と姉妹店の渋谷ワイナリー東京は、レストラン併設の都市型ワイナリーで、渋谷のランドマークであるMIYASHITA PARKにある小さなワイナリーだが、ぶどうの除梗破砕から搾汁、澱引き、濾過、瓶詰め、ラベル貼りまで行っている。BookRoadは、レストラン併設の都市型ワイナリーで、長野県や山梨県の契約農家と茨城県の自社農園で育てたぶどうを使い、国産ぶどう100％のワインを醸造している。
- 長野県：「小布施ワイナリー」[40]（小布施町）、「Kidoワイナリー」[40]（塩尻市）、「アルプス」（塩尻町）、「井筒ワイン」（桔梗ヶ原）、「ヴィラデストワイナリー」（東御市）、「楠ワイナリー」（須坂市）、「ファンキー・シャトー」（小県郡）、「小諸ワイナリー」（小諸市）、「リュードヴァン」（東御市）

古くから生食用のぶどうが上田、松本、塩尻等の各地で作られていた。特に塩尻市の桔梗ヶ原一帯は醸造用ぶどうの生産が盛んで多くのワイン醸造所があった。これには甘味果実酒のための原料ぶどうを求めていたサントリー、メルシャンの2社を桔梗ヶ原に誘致したことが大きかったと言われている。このため、甘味果実酒の原料となったぶどう品種であるナイアガラ、コンコードといったアメリカ系の品種の生産が多いが早くから欧州（ボルドー）系の原料ブドウの栽培が始まっておりこれらの栽培量も多いのが特徴である。
国税庁に登録された醸造所の数は山梨県についで多く、現在は長野県が主導して、長野ワインバレー構想として、千曲川ワインバレー（小諸市、上田市、長野市など）、日本アルプスワインバレー（安曇野市、松本市）、桔梗ヶ原ワインバレー（塩尻市）、天竜川ワインバレー（伊那市など）の4地域で地場産業として育成しようとしている。
特に桔梗ヶ原は国内におけるメルローの特産地として知られているが、これは黎明期に現地で林農園五一わいんがメルローなどを試験的に栽培しており、その栽培ノウハウをメルシャンにも伝えたことが大きかった。このため、メルシャンの桔梗ヶ原メルローが国際コンクールで金賞を受賞した際には塩尻のワイナリー関係者がともに喜んだと伝えられている。一方、北部の千曲川流域では白ワイン用品種のシャルドネの栽培が盛んで、日本におけるシャルドネの特産地になっている。また、小諸市に実験農場とワイナリーを構えたマンズワインはワイン用ぶどうの栽培ノウハウの研究を行っている。現在、マンズワインの小諸ワイナリーはソラリスシリーズといった同社のトップブランドの生産拠点になっている。
長野県の醸造用ぶどうの栽培にはシャトーメルシャンやマンズワインなどの大手ワイナリーが自社ノウハウを広く公開普及させたことが急速な品質向上に寄与したとされる。また、かつては農地法により企業の農地経営が制限されていたがその改正により、シャトーメルシャンの椀子（まりこ）ヴィンヤードのような大規模な自社管理農園による高品質のぶどう栽培が行われるようになった。
長野県内の大手の自社管理農場としては、サントリーが塩尻、マンズワインが小諸や東御市に、サッポロワインが長野市と安曇野の池田町にそれぞれ持っており、また、メルシャンは2016年に塩尻市片丘に新しく自社管理農場を開設することを発表した。長野県外の醸造所へ高品質の醸造用ぶどうを出荷していることも特徴であり、大手醸造所の自社管理農園や契約農家も多い。
農林水産省の2015年発表の2013年の甲州種を除く醸造用ぶどうの生産量は北海道を抜いて全国1位になっている。降水量が少なく排水性の良い傾斜地での栽培が行われる長野県ではメルローやシャルドネなどの欧州種の適地とされる。特に塩尻市桔梗が原のメルローが有名である。また、高山村と千曲川対岸の須坂市では異なる標高と土地で個性のことなるシャルドネの生産を行っており、これを畝ごとに分けて醸造したシャトーメルシャンの北信シャルドネシリーズは国内外のコンクールで高く評価されている。また、長野固有のぶどう品種としては、かつては庭先に細々と残っていた善光寺葡萄（竜眼）をマンズワインが発掘し、現在では多くのワイナリーで長野県特産としてワインに醸造している。
ワイン特区として、東御市周辺、高山村、塩尻市が登録されており、ワイン製造免許の年間製造量の最低量が下げられて新規参入しやすくなっており、東御市周辺では新規参入ワイナリーが増えている。
2020年ごろから気候の変化によりソーヴィニヨン・ブランなどの栽培に影響が出ている。
- 岐阜県：「長良天然ワイン醸造」（岐阜市）、「多治見修道院ワイン」（多治見市）
- 静岡県：「中伊豆ワイナリーヒルズ」（伊豆市）、「富士山ワイナリー」（富士宮市）
- 石川県：「能登ワイン」（穴水町）
- 愛知県：「くすりのぶどう酒」（津島市）：下記当該項目参照 「アズッカ エ アズッコ」（豊田市）
- 三重県：「スタイルワイナリー」（伊賀市）「國津果實酒醸造所」（名張市）
- 滋賀県：「ヒトミワイナリー」（東近江市）
- 京都府：「丹波ワイン」（京丹波町）
- 大阪府：「カタシモワイナリー」（柏原市）、「飛鳥ワイン」（羽曳野市）、「河内ワイン」（羽曳野市）、「仲村わいん工房」（羽曳野市）、「天使の羽ワイナリー」（柏原市）、「島之内フジマル醸造所」（大阪市中央区）、「大阪エアポートワイナリー」（豊中市）

大阪府の河内（中河内・南河内）地域、大和川を挟んで向かい合う生駒山地南部と金剛山地北部の斜面一帯が主産地となっている。明治11年に甲州が導入され、明治20年代には日本におけるぶどうの主産地のひとつとなり、昭和初期にはぶどうの生産量で大阪府が全国一位となっていた。大正3年には温室栽培とワインの醸造が開始され、同年設立のカタシモ洋酒醸造所（現在のカタシモワイナリー）は現存する西日本最古のワイナリーとなっている。
ウイスキーとビールの一大メーカーとなる以前の壽屋洋酒店（のちの壽屋、現在のサントリー）の甘味果実酒「赤玉ポートワイン」が驚異的な売り上げを記録し、大正8年に築港工場（大正15年に大阪工場と改称）、昭和9年に道明寺工場（平成16年に大阪工場へ整理統合）が開設された。甘味果実酒の原料ワインの国産化という需要と、室戸台風による被害の特例措置でぶどう農家全てに醸造免許が与えられたこともあって、最盛期には110軒を超えるワイナリーが稼働していたとされる。しかし、戦後になると、台風被害、宅地化、甘味果実酒の人気の低下に伴ってワイナリーの閉鎖が相次いだ。現在も羽曳野市に本社を置くチョーヤ梅酒は、戦後にワインから梅酒へ主力転換した経緯を有する。現在ワイナリーの数は大正・昭和初期創業の3軒に平成期創業の4軒を加えた計7軒となっている。
壽屋では昭和11年開設の塩尻工場（現在のサントリー塩尻ワイナリー）と山梨農場（現在のサントリー登美の丘ワイナリー）がワインの醸造に特化することとなり、大阪工場は甘味果実酒の瓶詰、道明寺工場はブランデーの蒸留を主体とした経緯から、現在もサントリーの自社ワイナリーは長野県と山梨県にあり、大阪府にはない。
ワインの醸造開始とほぼ同時期にデラウェアが導入され、昭和30年代後半には甲州からデラウェアへの改植が進み、主力品種となった。デラウェアの生産量は山形県・山梨県に次ぐ全国3位で、生食用は近畿・東海地方を中心に出荷されており、ワインにおいてもデラウェアワインの多さが特徴のひとつとなっている。
島之内フジマル醸造所は大阪ミナミに所在する都市型ワイナリーであるが、柏原市の耕作放棄地でぶどう栽培を再開させた自社管理畑を有しており、GI大阪認定ワインも醸造している。
大阪エアポートワイナリーは、世界でただひとつの空港内ワイン醸造所であり、施設面積21.7平方メートルの「日本一小さい醸造所」である。ぶどうは山梨県、山形県、北海道など、日本全国の契約農家から仕入れ醸造している。
中河内・南河内の主産地から離れた北河内地域、生駒山地北部の斜面でもワインの醸造が2016年から始まっており、北河内初のワイナリーを目指している。
- 兵庫県：「神戸ワイン」（神戸市）

兵庫県では、明治前期に殖産興業の国家政策の一環として、加古郡印南地区に「播州葡萄園」としてブドウ栽培とワイン醸造の施設が設けられたが、その後のフィロキセラ禍により壊滅を余儀なくされた歴史がある（当該項目参照）。 その後、第二次世界大戦後の復興～経済成長期を経た1980年代になって、全国的な地域振興の動きを背景に神戸市が主体となって、都市部での農業生産と観光事業をからませて独自のワイナリーを立ち上げ、市のブランド品としての商品開発をおこなっている。
- 鳥取県：「北条ワイン」（北栄町）
- 岡山県：「ひるぜんワイン」（真庭市）

生食用のマスカット・オブ・アレクサンドリアの産地であり、県内産のぶどうを使ってワイン作りが行われている。現在、岡山県のワイン生産量の統計のほとんどは県内にあるサッポロビール系列のサッポロワインのワイン工場での生産であり、低価格隊のワインを生産する主力工場として国産ワインの生産を行っている。
- 島根県：「奥出雲葡萄園」（木次町）、「島根ワイナリー」（大社町）
- 広島県：「広島三次ワイナリー」（三次市）、「せらワイン」（世羅町）
- 山口県：「やまぐちワイン」（山陽小野田市）
- 福岡県： 「ワタリセ ファーム&ワイナリー」[56]（北九州市若松区）

国家戦略特区で生まれた小さなワイナリー。2013年からブドウ栽培をはじめ、他のワイナリーでの委託醸造を経て、2018年6月から自家醸造の形に。
- 大分県： 「三和酒類」[40]（宇佐市 旧安心院町地区）
- 熊本県： 「熊本ワイン」（菊鹿町）

熊本ワイナリーは、山梨でマルスワイナリー、山形で高畠ワイナリーを経営する鹿児島の本坊酒造系列の3番目のワイナリー。平成11年に開設された。
- 宮崎県：「都農ワイン」（都農町）、「綾ワイン」（綾町）
- 沖縄

ワイン用のブドウ栽培は行われていないが、マンゴーやシークヮーサーなど県内産の果実を使用したフルーツワインを醸造するワイナリーがある。

## 大企業のワイナリー
近年の酒造メーカーの総合酒造メーカー化の流れにより、ワイン醸造も大手ビールメーカーや洋酒メーカーが合併や事業買収で傘下に収めている。こうした結果、メルシャン（キリンビール）（キリンビールがメルシャンを合併）、登美の丘ワイナリー（サントリー）、グランポワール（サッポロビール）、サントネージュ（アサヒビール）（協和発酵キリンから事業譲渡）といった大手酒造メーカーや、マルスワイナリー（本坊酒造）やシャルマンワイナリー（江井ヶ嶋酒造）のような中堅・中小酒造メーカーが自社で国内でワイン醸造を行うようになっている。また、マンズワイン（キッコーマン）のような醸造メーカーが醸造技術を活かしてワイン醸造を行っているケースもある。
国税庁の平成26年度の酒税統計資料では、アンケートに回答のあった176社のうち、年間生産5000キロリットル以上の企業が5社、500キロリットル以上、5000キロリットル未満の企業が11社、100キロリットル以上、500キロリットル未満の企業が24社、100キロリットル未満の企業が134社となっている。少数の大手、中堅企業と大多数の小規模ワイナリーという構図になっている。
生食用のぶどう農家が安価な醸造用ぶどうの生産に乗り気でなかったことや、農地法の規制のために醸造メーカーが直接自社農場を持ちにくかったこと、1970年代の自由化の流れもあって安価な輸入果汁や輸入ワインの入手ができたことから、大手のワイナリーに限らず中小のワイナリーも含めて、輸入濃縮ぶどう果汁や輸入バルクワインを使用した安価なワインを国内製造（国産）ワインと称して製造してきた。その一方、自社農園や契約農家が生産した国内産ぶどうを使用して自社ワイナリーで生産した日本ワインの生産、販売やより高品質なワインの研究も行っている。特に大企業は、輸入果汁などから作る大量生産ワインと高度のぶどう栽培から行われる本格的なワイン製造の二面戦略をとっている。こうした大企業は技術の囲い込みなどを行わなかったため、現在の日本ワインの知名度や品質の向上には、こうしたワイナリーの研究開発や地道な農家育成、自社ノウハウの公開と指導といった活動が大きく寄与している。
近年特に、大手メーカーとは別に、比較的中規模から家族経営のものまで、日本国内には数多くのワイン醸造業者があり、それぞれの経営・生産方針に則り、小規模ながらも多くの銘柄を産出している。それぞれが各々の得意をもって、自ら柱となり道となり、日本のワイン業界を盛り立てているのである。
なお、国税庁の統計上は、原料が国産であるかないかに関わらず日本国内で醸造したワインは「国産」として統計されるため、メーカーが濃縮ぶどう果汁を輸入して日本国内で工場生産したワインも「国内産」の生産量に計上されている（下記「原産地表示」の項参照）。国内のワイン生産の構造上、こうした大手の廉価ワインの生産量が圧倒的に多いことから、統計上は大手メーカの大量生産工場が存在する府県がワイン生産量の上位になり、平成22年度の統計では「日本でのワイン生産量が最も多い県」は神奈川県となる。これは藤沢市にメルシャンの工場があることによる。

## 薬品としての「ブドウ酒」
日本薬局方に「ブドウ酒」がアルコール系滋養強壮剤として収載されている。食欲増進などにリモナーデ剤としてそのまま（赤酒リモナーデ）、もしくは他剤と配合して飲み易くする為、高血圧などの食事療法にも用いられている。薬用として使用されるようになったのは、明治時代に流行した腸チフス・赤痢・コレラなど、病後の滋養強壮にと使用されたの始まりと見られている。
かつてはシャトーカミヤ（現オエノンホールディングス）が「局方ハチブドウ酒」として製造していたものの、薬価改定の理由によって1982年（昭和57年）に製造中止となり、長らく空白状態が続いていた。しかし、現在では製薬会社2社が製造販売している。
愛知県の中北薬品によって、1992年（平成4年）に同社津島工場において生産が再開され、現在では「くすりのぶどう酒（医薬品名「日本薬局方ブドウ酒」）」として薬局・薬店を通して一般にも購入する事ができる。ただし、一般のワイン同様、20歳未満の者への販売は二十歳未満ノ者ノ飲酒ノ禁止ニ関スル法律で禁止されているほか、飲用後の車両運転も飲酒運転であるため、道路交通法で禁止されている。東京都の司生堂製薬もブドウ酒を製造しているが、こちらは詳細は不明である。

## 日本のワインを題材にした作品
- 『ウスケボーイズ 日本ワインの革命児たち』
岡本英史（「ボー・ペイサージュ」オーナー）、城戸亜紀人（「Kidoワイナリー」オーナー）、曽我彰彦（「小布施ワイナリー」オーナー）の3人が主人公たちのモデルとなっている。2009年に小説が出版され、小学館ノンフィクション大賞を受賞。2018年には映画化され、マドリード国際映画祭最優秀外国語映画作品賞及び最優秀外国語映画主演男優賞を受賞した。